# Siegel Oklahomas
Das Siegel von Oklahoma wurde im Jahr 1905 als offizielles Siegel des US-Bundesstaates angenommen.

## Beschreibung

Flagge Oklahomas

Das Siegel Oklahomas besteht aus einem fünfzackigen Stern innerhalb eines Kreises mit 45 Sternen auf blauem Untergrund.
In der Mitte des großen Sterns ist eine Personifizierung der Justitia mit verbundenen Augen dargestellt, die ihre Waage über einen Siedler und einen Indianer hält, die sich die Hände reichen. Zwischen ihnen liegt ein Füllhorn. Dies war das ursprüngliche Siegel des Oklahoma-Territoriums.
Darüber steht das lateinische Motto des Staates:
„Labor Omnia Vincit.“
(Arbeit besiegt alles.)
Um diese zentrale Darstellung finden sich in den fünf Zacken des zentralen Sterns die Siegel der Fünf zivilisierten Nationen (gegen den Uhrzeigersinn):
1. Symbol der Chickasaw: bewaffneter Krieger
2. Symbol der Cherokee: siebenzackiger Stern in einem Kranz aus Eichenlaub
3. Symbol der Creek: Weizen und Pflug
4. Symbol der Seminolen: Indianer im Kanu
5. Symbol der Choctaw: Pfeil und Bogen

Um das Siegel herum steht die englische Beschriftung:
„Great Seal of the State of Oklahoma - 1907“
(Großes Siegel des Staates Oklahoma - 1907)